# Micrelephas interruptus
Micrelephas interruptus là một loài bướm đêm trong họ Crambidae.